# Право на житло

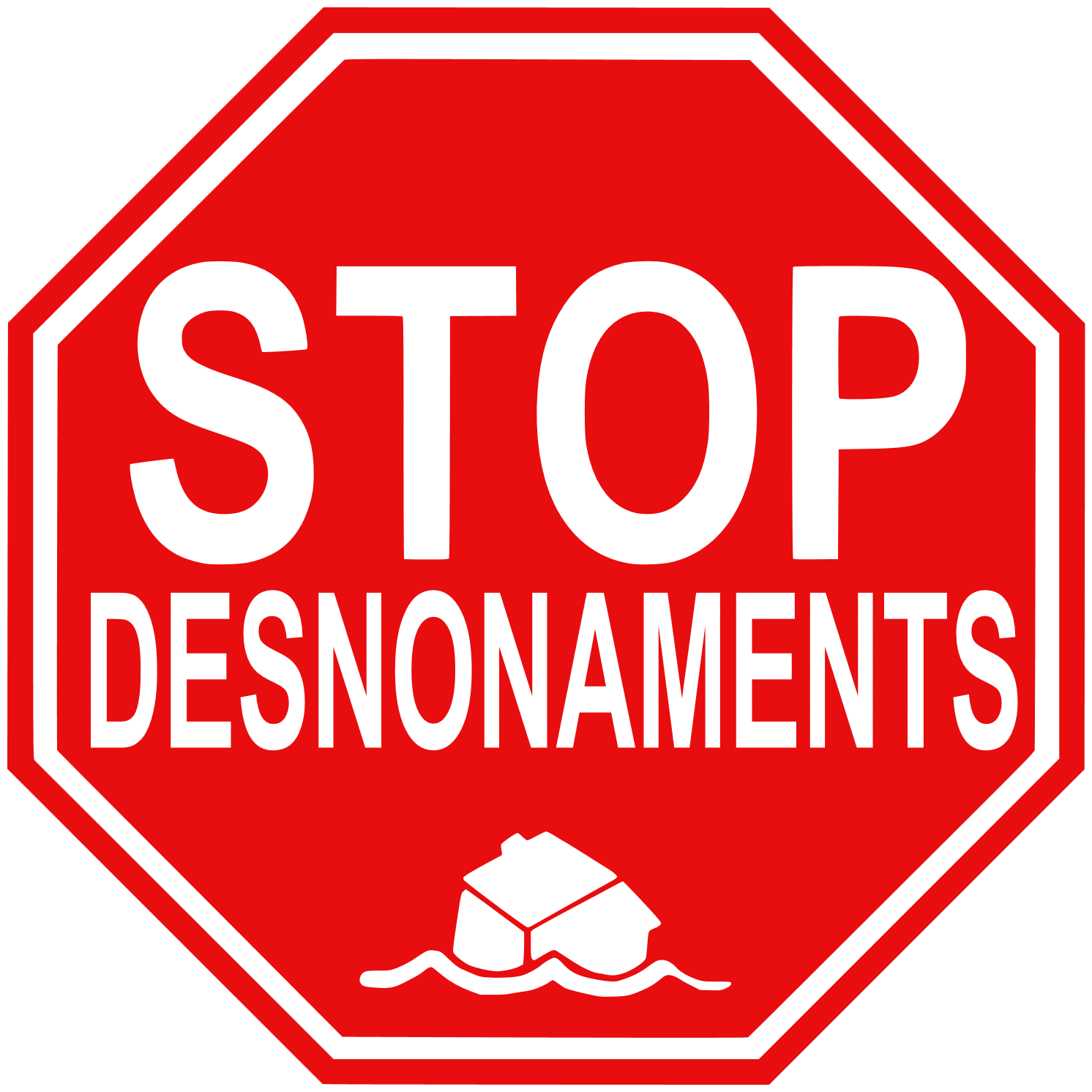
Логотип каталонської групи захисту прав на житло, що означає «Зупинити виселення»

Право на житло — це економічне, соціальне та культурне право на належне житло та притулок. Це право визнано у деяких національних конституціях, Загальній декларації прав людини, а також у Міжнародному пакті про економічні, соціальні та культурні права.

## Визначення
Право на житло визнано в ряді міжнародних документів про права людини. Стаття 25 Загальної декларації прав людини визнає право на житло як частину права на належний рівень життя. Вона зазначає, що «кожна людина має право на такий життєвий рівень, включаючи їжу, одяг, житло, медичний догляд та необхідне соціальне обслуговування, який є необхідним для підтримання здоров'я і добробуту її самої та її сім'ї, і право на забезпечення в разі безробіття, хвороби, інвалідності, вдівства, старості чи іншого випадку втрати засобів до існування через незалежні від неї обставини».
Стаття 11 (1) Міжнародного пакту про економічні, соціальні та культурні права (МПЕСКП) також гарантує право на житло як частину права на належний рівень життя .
У міжнародному праві прав людини право на житло розглядається як окреме право. Це було роз’яснено у 1991 році в Загальному коментарі № 4 щодо належного житла Комітетом ООН з економічних, соціальних та культурних прав.
Право на житло також закріплено у статті 28 Конвенції про права осіб з інвалідністю, статті 16 Європейської соціальної хартії (стаття 31 Переглянутої Європейської соціальної хартії) та Африканській хартії прав людини і народів. Відповідно до Комітету ООН з економічних, соціальних та культурних прав, аспекти права на житло згідно з МПЕСК включають: правову безпеку права власності; наявність до послуг, матеріалів, засобів та інфраструктури; можливість придбання; придатність для проживання; доступність; розташування та культурна адекватність . Як політичну мету право на житло було проголошено в промові Ф. Д. Рузвельта 1944 року про Другий Білль про права.

## Програма ООН з населених пунктів

Логотип Програми з населених пунктів

Право на належне житло було ключовим питанням на зустрічі щодо населених пунктів 1996 року в Стамбулі та основною темою Стамбульської угоди та «Порядку денного Хабітат» — плану дій зі сталого розвитку населених пунктів. Пункт 61 порядку денного визначає кроки, які необхідно здійснити урядам для «сприяння, захисту та забезпечення повної та поступової реалізації права на належне житло».
Зустріч цієї програми у 2001 році, відома як Стамбул +5, перезатвердила Стамбульську угоду 1996 року та Порядок денний програми, а також заснувала Програму ООН з населених пунктів (ООН-Хабітат) для сприяння дотримання права на житло у співпраці з Управлінням Верховного комісара з прав людини. ООН-Хабітат стала найважливішим міжнародним форумом щодо права на житло. На програму покладаються завдання сприяти забезпеченню житлових прав шляхом проведення інформаційних кампаній, а також розробляти контрольні показники та системи моніторингу .

## Реалізація права

### Канада
У Канаді право на житло було закріплено у законодавстві, коли 21 червня 2019 року була прийнята Національна житлова стратегія  .

### Сполучені Штати
Більшість юрисдикцій США не включають права на притулок. Винятком є Массачусетс, де сім'ї (але не бездомні особи) мають право на притулок. У Каліфорнії діти, що втікають з родин, мають право на місце в притулку без згоди батьків. Нью-Йорк також визнає право на притулок у надзвичайних ситуаціях. 

### Україна
Згідно статті 47 Конституції України, кожен має право на житло, «держава створює умови, за яких кожний громадянин матиме змогу побудувати житло, придбати його у власність або взяти в оренду. Громадянам, які потребують соціального захисту, житло надається державою та органами місцевого самоврядування безоплатно або за доступну для них плату відповідно до закону. Ніхто не може бути примусово позбавлений житла інакше як на підставі закону за рішенням суду».
Реалізувати своє право на житло дляукраїнських громадян часто проблематично через стан житлового фонду (його якість,зношеність, експлуатація), матеріальні можливості людей щодо придбання житла (його доступність), обмеження права окремих категорій осіб на отриманнясоціального житла .